# バーバラと心の巨人
『バーバラと心の巨人』（バーバラとこころのきょじん、I Kill Giants）は2017年のアメリカ合衆国・イギリス・中国・ベルギーのファンタジー映画。アンダース・ウォルター監督の長編デビュー作で、出演はマディソン・ウルフとゾーイ・サルダナなど。ジョー・ケリーとケン・ニイムラが2008年に発表したグラフィックノベル『I Kill Giants』を原作としている。

## ストーリー
ウサミミと眼鏡がトレードマークのティーンエイジャーのバーバラ・ソーソンの心は『ダンジョンズ&ドラゴンズ』やハリー・コヴェルスキー(実在した大リーグの名選手)に触発された独自の空想世界を構築しており、しばしばその中に入り浸っていた。彼女は巨人が他の世界からやってきて自分の住む町を破壊すると盲信しており、襲来に備えて武器や罠の準備をしていた。そんなある日、バーバラはイギリスから引っ越してきたばかりのソフィアと出会った。ソフィアはバーバラと親しくなろうとしたが、バーバラの方はソフィアを警戒していた。空想に没入するバーバラは学校で変人扱いを受けていたが、彼女はそれを意に介することなく、来たるべき巨人との戦いに注力していた。
ある日、バーバラはスクールカウンセラーのモルに呼び出されたが、カウンセリングの途中で席を立った。カウンセリングを受ける暇があったら、巨人との戦いに備えたいという考えに基づくものであった。
その後、仲良くなり始めたソフィアにバーバラは巨人襲来について話し、そのための備えをカバンから取り出して見せた。自ら「コヴェルスキー」と命名したそのハンマーは、巨人との戦いの際の要になると考え、いつも持ち歩いているのだという。当然、ソフィアは巨人襲来説を眉唾なものだと思った。
モルはバーバラが野球に関心を持っていると知り、打ち解けるために彼女にその話題を振った。ところが、そのことがバーバラのトラウマを呼び覚ましてしまい、パニック状態に陥った彼女は家に逃げ帰ってしまった。精神が不安定な状態にあるときに話しかけられたため、バーバラはソフィアを殴りつけてしまった。バーバラは謝罪しようとしたが、ソフィアは怒ってそのまま去って行った。その様子を見ていたいじめっ子のテイラーはソフィアを仲間に引き入れることにした。ソフィアの手引きで、テイラーたちは巨人対策の罠を次々と解除していった。それに気が付いたバーバラはコヴェルスキーで追い払おうとしたが、現実世界のコヴェルスキーは貧弱なものであった。空想の世界では雷神トールのウォーハンマーを思わせるものであったため、バーバラは空想と現実の落差に愕然とし、そのままテイラーたちの返り討ちに遭う。
バーバラを不憫に思ったソフィアは彼女を家まで連れて帰った。バーバラが目を覚ますと「怪物に見つかる前に早く逃げて」と言った。ソフィアはバーバラの話を信じていなかったが、部屋の中にあったグラスが突然揺れ始めたのを見て、慌ててバーバラの家から逃げ出した。巨人の襲来を感じ取ったバーバラはモルに助けを求めたが、話を信じてもらえなかった。
バーバラが数日間学校を休んだため、ソフィアとモルは彼女の家を訪れた。ソフィアは地下室でバーバラと彼女の母親がコヴェルスキーについて語り合うテープを発見した。コヴェルスキーのニックネームはジャイアント・キラー（巨人殺し）であった。その後、ソフィアはバーバラに「巨人は現実にはいない」と言ったが、バーバラはそれに耳を貸すことなくその場を立ち去った。その後、バーバラは「君では弱すぎて巨人に勝てない」という精霊の声を聞いた。
バーバラは一人、巨人との戦いに臨んだが、歯が立つような相手ではなかった。挫けそうになったバーバラだったが、コヴェルスキーに最後の望みを託して決戦を挑むことにした。その頃、ソフィアとモルはバーバラを必死に探し回っていた。

## キャスト
- バーバラ・ソーソン: マディソン・ウルフ（英語版）
- カレン・ソーソン: イモージェン・プーツ - バーバラの姉。
- ソフィア: シドニー・ウェイド
- テイラー: ロリー・ジャクソン
- モル先生: ゾーイ・サルダナ
- モル先生の夫: ノエル・クラーク
- バーバラの母: ジェニファー・イーリー
- テレサ・タッツォ: シアラ・オキャラハン（英語版）
- 巨人: ジョン・ボイル（声の出演）

## 製作
2015年3月23日、ジョー・ケリーとケン・ニイムラのグラフィックノベル『I Kill Giants』が映画化され、クリス・コロンバスがプロデューサーを務め、アンダース・ウォルターが監督に起用されたとの発表があった。9月11日、マディソン・ウルフとゾーイ・サルダナの出演が決まった。バーバラ役の選考には500人以上の女優が応募したが、その熾烈な競争を勝ち抜いたのがウルフだった。2016年9月10日、イモージェン・プーツがキャスト入りした。27日、本作の主要撮影が始まった。
主にアイルランドやベルギーで撮影された。

## 公開
2017年9月10日、本作は第42回トロント国際映画祭でプレミア上映された。

## 評価
本作は批評家から好意的に評価されている。映画批評集積サイトのRotten Tomatoesには53件のレビューがあり、批評家支持率は79%、平均点は10点満点で6.3点となっている。サイト側による批評家の見解の要約は「『バーバラと心の巨人』には鬱屈した雰囲気が漂っているが、そこには魅力的なリアリズムがある。それは時として平凡なものにもなっているが、見事なCGとマディソン・ウルフの見事な演技のお陰で、予期せぬ力を発揮している。」となっている。また、Metacriticには10件のレビューがあり、加重平均値は74/100となっている。

## エピソード
- 主演のマディソン・ウルフは、ソフィア役のシドニー・ウェイドやいじめっ子のテイラー役のロリー・ジャクソンと仲良くなり、撮影中はほぼずっと同じホテルにいた。仲良くなった後にソフィアを怒るシーンを演じるのが難しかったという[13]。
- ソフィアはイギリスのリーズから引っ越してきたという設定であるが、演じたシドニー・ウェイドは実際にイギリスのリーズ出身である[14]。
- 監督のアンダース・ウォルターはかつてイラストレーターとして活動していた経験から衣装の色にこだわり、バーバラとソフィアの服の色を自然の中で映える青と黄色に自ら決めている[15]。